# Cercle Brugge

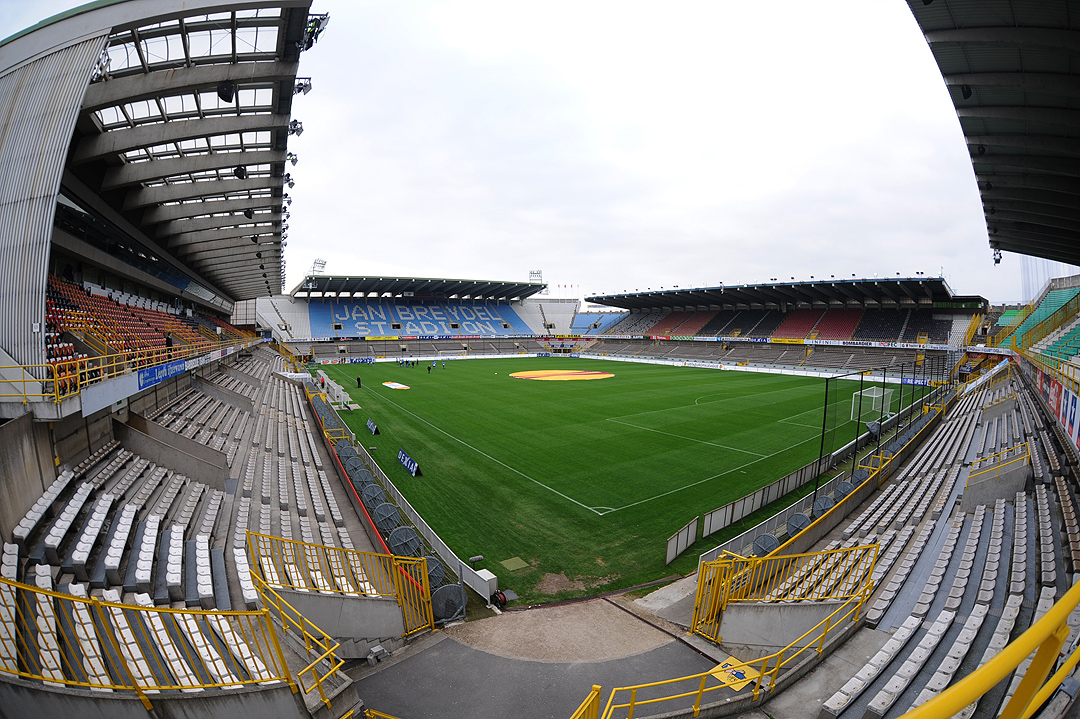
Jan Breydelstadion

Cercle Brugge KSV is een Belgische voetbalvereniging uit Brugge die uitkomt in de hoogste klasse van het Belgisch voetbal. De ploeg is aangesloten bij de KBVB met stamnummer 12 en heeft groen-zwart als kleuren. Cercle kende vooral succes in de eerste helft van de 20e eeuw, toen het driemaal de landstitel binnenhaalde. De ploeg slaagde er in 1911 in om als eerste Vlaamse ploeg ooit kampioen van België te worden. In 1927 was Cercle de eerste Brugse ploeg die zowel het kampioenschap als de beker won in hetzelfde jaar. In 1985 kon Cercle een tweede beker in zijn trofeeënkast zetten. De thuishaven is het Jan Breydelstadion dat men deelt met Club Brugge.

## Geschiedenis

### Vooroorlogse successen
De broeders Xaverianen, de Frères in de volksmond, zagen hun katholieke oud-leerlingen niet graag samenspelen met de niet-religieuze oud-leerlingen van het Koninklijk Atheneum in de nasleep van de schoolstrijd. Op 9 april 1899 werd Cercle Sportif Brugeois als tegenreactie boven de doopvont gehouden door de "Vereeniging der Oudleerlingen Broeders Xaverianen". De sportkring had als doel de sportoefeningen te bevorderen: voetbal, cricket, tennis, lopen, wielrennen e.a. Ze sloot op 7 november 1899 aan bij de UBSSA, waaruit de Belgische Voetbalbond gegroeid is. Bij de invoering van de stamnummers kreeg Cercle in 1926 als een van de oudste nog actieve verenigingen het stamnummer 12 toegewezen.
Cercle speelde voor het eerst officieel in het seizoen 1900-1901 in de hoogste afdeling. Het eindigde meestal onderaan of in de middenmoot. Na een decennium slaagde de vereniging erin mee te doen voor ereplaatsen. In 1910 eindigde het derde op twee punten van kampioen Union Saint-Gilloise. In het seizoen 1910-11 was het wel raak en werd Cercle de eerste Vlaamse club die de landstitel veroverde. De volgende jaren bleef Cercle in de middenmoot of subtop meedraaien. Ook in de Beker van België haalde men goede resultaten. In 1913 bereikte men de finale, maar Union Saint-Gilloise ging na verlengingen en een 3-2 zege met de beker lopen. In het seizoen 1922-1923 nam Cercle zijn intrek in een nieuw stadion van 16.000 plaatsen. Dit CS Brugeois-stadion zou in 1950 na het overlijden van de voorzitter de naam Edgard De Smedtstadion krijgen. Bij het 25-jarig bestaan kreeg de vereniging in 1924 de koninklijke titel en werd de naam Royal Cercle Sportif Brugeois.
In 1927 slaagde de vereniging erin een tweede landstitel te veroveren en ook in de Beker van België was het succesvol. De finale werd met 2-1 gewonnen van Tubantia Borgerhout. Ook nu was Cercle de eerste Vlaamse club die hierin slaagde. Drie jaar later volgde in 1930 de derde en laatste landstitel, nadat Antwerp met 3-5 verloren had tegen het mindere Standard Luik. Datzelfde jaar deed Cercle mee in de Coupe Des Nations, de voorloper van de Europacup I. Het verloor tegen SK Slavia Praag en Servette Genève en eindigde het toernooi als negende. Cercle bleef nog enkele seizoenen meedraaien in de hoogste afdeling, tot men in 1936 op een voorlaatste plaats eindigde. Voor het eerst diende Cercle te degraderen naar de tweede klasse. Na twee seizoenen kon men dankzij reekswinst toch terug plaatsnemen in de hoogste afdeling.

### Magere jaren 1946-1961
Na de Tweede Wereldoorlog brak een moeilijker periode aan voor Cercle. Het zakte door een afgetekende laatste plaats in 1946 weg naar de tweede klasse. Ditmaal bleef Cercle vijftien jaar in de lagere reeksen hangen. Cercle werd een middenmoter in de tweede klasse. In 1952 werd de vereniging voorlaatste in zijn reeks en Cercle zakte verder weg naar de derde klasse. Daar duurde het even eer de ploeg weer kon meestrijden voor de hoogste plaatsen. In 1953 werd Pierre Vandamme, de latere burgemeester van Brugge, voorzitter en Cercle begon stilaan aan een remonte. In 1955 strandde men nog als derde op twee punten van reekswinnaar RRC Tournaisien. Het jaar nadien pakte men wel reekswinst met trainer-speler Guy Thys en Cercle kon na vier seizoenen terugkeren naar tweede klasse. In 1959 eindigde Cercle daar derde op amper één punt van stadsgenoot RFC Brugeois die met de promotie ging lopen. In 1960 strandde Cercle opnieuw op een derde plaats met evenveel punten als VV Patro Eisden dat ditmaal de promotie wegsnoepte na een testwedstrijd. De derde keer werd de goede keer. In 1961 pakte men wel de tweede plaats en na vijftien jaar kon Cercle zo terugkeren naar het hoogste nationale niveau.

### Zaak-Bogaerts
Cercle had het niet gemakkelijk om de degradatiedans te ontspringen. Na enkele moeilijke seizoenen eindigde het in 1966 als laatste. De grote verrassing moest echter nog komen. Liersespeler Walter Bogaerts diende klacht in bij de KBVB tegen ondervoorzitter Paul Lantsoght wegens een poging tot omkoperij. De Zaak-Bogaerts bezorgde Cercle een bijkomende degradatie. Lantsoght dagvaardde de KBVB voor de Burgerlijke Rechtbank te Brussel om eerherstel te bekomen en kreeg gelijk. Paul Lantsoght nam zijn taak van ondervoorzitter weer op. Cercle was de grote dupe. Bij de uitspraak van de Burgerlijke Rechtbank zat het eerste seizoen in derde klasse er al op. Het was ook een aantal spelers verloren waaronder Gilbert Bailliu en Jacques De Caluwé. Cercle gooide in 1967 het roer om, stelde Urbain Braems aan als trainer en maakte een vijfjarenplan op: de terugkeer van Cercle naar eerste klasse. Na twee seizoenen pakte het de reekswinst in derde klasse na een lange procedureslag tegen Eendracht Aalst. Aalst had spelers verkeerd ingeschreven op het officiële wedstrijdblad. In 1968 werd de naam van de vereniging vervlaamst tot Koninklijke Sportvereniging Cercle Brugge. Na drie seizoenen in tweede klasse pakte Cercle ook daar de titel en zo keerde het vijf jaar na de omkoopaffaire terug in de eerste klasse.

### Middenmoter
Cercle bleef voor een langere periode van een kwarteeuw een stabiele middenmoter in de hoogste afdeling zonder ooit mee te doen voor de ereplaatsen, enkel onderbroken door één seizoen tweede klasse in 1978-79. In het seizoen 1975-1976 verhuisde Cercle naar het Olympiastadion, dat de Brugse burgemeester Michel Van Maele in Sint-Andries had laten bouwen voor de beide Brugse verenigingen. In de Beker van België kende Cercle wel succes. In 1985 pakte het deze trofee voor de tweede keer onder trainer Georges Leekens. De finale tegen KSK Beveren werd na een 1-1 gelijkspel beslist met strafschoppen. Paul Lambrichts van Beveren trapte de beslissende strafschop tegen de lat. Ook in 1986 stootte Cercle door naar de finale, maar ditmaal won stadsrivaal Club Brugge met 3-0. Dankzij de bekerwinst van het vorig seizoen mocht Cercle deelnemen aan de Europese Beker voor Bekerwinnaars, waar men al na één ronde uitgeschakeld werd door het Oost-Duitse Dynamo Dresden.
Halverwege de jaren 1990 begon weer een moeilijker periode voor Cercle. De Kroaat Josip Weber was het lichtpuntje dat drie keer topscorer werd in 1992, 1993 en 1994. In 1996 speelde Cercle nog een bekerfinale, opnieuw tegen stadsgenoot Club Brugge. De finale werd met 2-1 verloren, maar leverde Cercle toch een Europees ticket op. Het Europese avontuur was opnieuw beperkt tot één ronde, waarin het Noorse Brann Bergen te sterk was.

### Op en neer
In 1997 strandde Cercle op een laatste plaats en zakte naar de tweede klasse. De naam werd in dat jaar gewijzigd in Cercle Brugge Koninklijke Sportvereniging. De verwachtingen waren hoog gespannen, maar de resultaten verbeterden maar langzaam. Na zes seizoenen tweede klasse behaalde Cercle de titel in 2003 onder trainer Jerko Tipurić en kon het promoveren naar de hoogste klasse. In 2007 werd Glen De Boeck hoofdtrainer. Cercle eindigde het seizoen 2007-2008 als vierde, het beste resultaat sinds 1933, scoorde de meeste doelpunten van alle eersteklassers en haalde de kwartfinale van de Beker van België. In 2010 werd de finale van de Beker van België bereikt, maar Cercle verloor met 0-3 van KAA Gent. Toch mocht het Europa in. In de Europa league schakelde Cercle het Finse TPS Turku uit, de eerste en enige naoorlogse Europese kwalificatie. In de derde voorronde werd Cercle verslagen door het Cypriotische Anorthosis Famagusta. In het seizoen 2012-2013 flirtte Cercle met de degradatie. Nadat de bekerfinale met 0-2 verloren werd van KRC Genk, wist het zich in de eindronde te verzekeren van het behoud onder de in extremis aangestelde trainer Lorenzo Staelens. Op 19 juni 2014 werd naast de vzw de cvba Cercle Brugge Koninklijke Sportvereniging opgericht om extra kapitaal te verwerven. De vzw houdt zich enkel nog bezig met de jeugdwerking, de supportersverenigingen, de vrijwilligers en het community-gebeuren.
In 2015 degradeerde Cercle opnieuw. De eerste twee seizoenen kon het zich pas redden op de voorlaatste speeldag. Op 5 mei 2017 kocht AS Monaco een meerderheid van de aandelen van de cvba. De Franse club zou ruim 4,5 miljoen euro betaald hebben in ruil voor zestig procent van de aandelen. Cercle was in handen van de Russische miljardair Dimitri Rybolovlev, eigenaar van AS Monaco. In het volgende seizoen promoveerde Cercle meteen naar 1A onder trainer Frank Vercauteren na het winnen van de promotiefinale tegen Beerschot Wilrijk. In het seizoen 2019-2020 stond Cercle op zes speeldagen van het einde laatste op negen punten van de voorlaatste en wist zich te redden vóór de laatste speeldag.

### Zwaard van Damocles
Toch pakken de donkere wolken zich samen boven de toekomst van Cercle Brugge. AS Monaco wil ervoor zorgen dat Cercle weer op eigen benen kan staan en beloofde in 2017 dat het vier jaar lang alle tekorten zou opvullen. De Franse club moet 8 à 10 miljoen euro per seizoen bijpassen.
Cercle heeft een nieuw stadion nodig. Meer dan tien jaar zocht Club Brugge naar een locatie om een nieuw stadion te bouwen. Club is er nooit in geslaagd om een locatie en een vergunning te bekomen. In januari 2020 sloot Club een akkoord met het Brugse stadsbestuur om het stadion te bouwen op de huidige Olympiasite in Sint-Andries. Het akkoord houdt ook in dat het Jan Breydelstadion afgebroken wordt en Cercle mag uitkijken naar een andere thuishaven. Cercle staat voor de moeilijke taak om in de volgende jaren de vergunningen en de financiering van een nieuw stadion rond te krijgen. Het gewestelijk uitvoeringsplan voor een stadion langs de Blankenbergse Steenweg werd vernietigd, waarna Cercle zich in de nabije toekomst wil focussen op het Kanaaleiland te Brugge voor het stadionproject. Zolang Cercle geen eigen stadion heeft kan het blijven spelen op het Jan Breydelstadion, of in het nieuw stadion van Club Brugge op dezelfde site wanneer Jan Breydel wordt afgebroken.

### Vrouwenvoetbal
Sinds 1971 richt de KBVB ook officieel vrouwenvoetbal in. Cercle Brugge trad in 1974 ook met een vrouwenelftal in competitie. In 1975 promoveerde de ploeg er naar eerste klasse. Het grootste succes kende de ploeg in 1981, toen ze zowel de titel als de beker pakte. De volgende jaren kon ze dit succes niet meer herhalen; vanaf 1993 degradeerde de ploeg naar lagere afdelingen. In 1998 splitste de vrouwenafdeling zich af van Cercle Brugge en ging ze voortaan autonoom verder als Cerkelladies Brugge.

### Reserveploeg
Sinds het 2022/23 seizoen treden de beloften van Cercle aan in de Belgische competitiestructuur. Op basis van hun rangschikking in de Reserve Pro League het seizoen ervoor werd Jong Cercle verwezen naar de Tweede Afdeling.

### Nieuw logo
Op 23 juni 2022 stelde de vereniging haar nieuw logo voor. Het felgroen en de typografie vallen op.

## Sponsors
| Periode    | Kledingsponsor | Shirtsponsor                            |
| ---------- | -------------- | --------------------------------------- |
| 1975-1977  | Adidas         | Ysco                                    |
| 1977-1981  | Adidas         | ABB Verzekeringen                       |
| 1981-1986  | Adidas         | ABB Verzekeringen                       |
| 1986-1987  | Adidas         | Rodenbach                               |
| 1987-1990  | Diadora        | Rodenbach                               |
| 1990-1991  | Uhlsport       | Rodenbach                               |
| 1991-1992  | Uhlsport       | 49R Jeans                               |
| 1992-1994  | Uhlsport       | Petros                                  |
| 1994-1995  | Uhlsport       | Breitex                                 |
| 1995-1996  | Uhlsport       | Ysco                                    |
| 1996-1997  | Puma           | Ysco                                    |
| 1997-2001  | Puma           | Renault                                 |
| 2001-2002  | Puma           | RES Barter System                       |
| 2002-2003  | Puma           | RES Barter System, Standaard Boekhandel |
| 2003-2005  | Olympic        | Standaard Boekhandel                    |
| 2005-2006  | Olympic        | 1207                                    |
| 2006-2007  | Olympic        | Vitafytea                               |
| 2007-2008  | Masita         | Vacansoleil                             |
| 2008-2015  | Masita         | ADMB                                    |
| 2015-2016  | Acerbis        | ADMB                                    |
| 2016-2017  | Acerbis        | Business Kring Cercle Brugge            |
| 2017-2019  | Erima          |                                         |
| 2019-2023  | Kappa          | Napoleon Sports & Casino                |
| 2023-heden | Kappa          | Golden Palace                           |

## Erelijst

### Nationaal
Belgisch landskampioenschap
winnaar (3): 1910-11, 1926-27, 1929-30
Beker van België
winnaar (2): 1926-27, 1984-85
finalist (5): 1912-13, 1985-86, 1995-96, 2009-10, 2012-13
Belgische Supercup
finalist (2): 1984-85, 1995-96

### Individuele trofeeën
Topscorer (5)
- Alphonse Six: 1911
- Josip Weber: 1992, 1993 en 1994
- Kévin Denkey: 2024

## Resultaten

### Nationaal
| Seizoen | Klasse | Klasse | Klasse | Klasse | Klasse | Reeks                                     | Punten                                    | Opmerkingen | Beker                                     |
|         | I      | I      | II     | P.I    |        |                                           |                                           | |                                           |
| ------- | ------ | ------ | ------ | ------ | ------ | ----------------------------------------- | ----------------------------------------- | --- | ----------------------------------------- |
| 1900/01 | 9      | 9      |        |        |        | Ere Afdeling                              | 6                                         | |                                           |
| 1901/02 | 4      | 4      |        |        |        | Ere Afdeling A                            | 8                                         | |                                           |
| 1902/03 | 4      | 4      |        |        |        | Ere Afdeling A                            | 4                                         | |                                           |
| 1903/04 | 3      | 3      |        |        |        | Ere Afdeling A                            | 17                                        | |                                           |
| 1904/05 | 8      | 8      |        |        |        | Ere Afdeling                              | 15                                        | |                                           |
| 1905/06 | 8      | 8      |        |        |        | Ere Afdeling                              | 12                                        | |                                           |
| 1906/07 | 6      | 6      |        |        |        | Ere Afdeling                              | 17                                        | |                                           |
| 1907/08 | 10     | 10     |        |        |        | Ere Afdeling                              | 6                                         | |                                           |
| 1908/09 | 6      | 6      |        |        |        | Ere Afdeling                              | 22                                        | |                                           |
| 1909/10 | 3      | 3      |        |        |        | Ere Afdeling                              | 36                                        | |                                           |
| 1910/11 | 1      | 1      |        |        |        | Ere Afdeling                              | 35                                        | |                                           |
| 1911/12 | 5      | 5      |        |        |        | Ere Afdeling                              | 27                                        | | 1/4                                       |
| 1912/13 | 5      | 5      |        |        |        | Ere Afdeling                              | 25                                        | | fin                                       |
| 1913/14 | 3      | 3      |        |        |        | Ere Afdeling                              | 30                                        | | 1/16                                      |
| 1914/15 |        |        |        |        |        |                                           |                                           | Eerste Wereldoorlog |                                           |
| 1915/16 |        |        |        |        |        |                                           |                                           | Eerste Wereldoorlog |                                           |
| 1916/17 |        |        |        |        |        |                                           |                                           | Eerste Wereldoorlog |                                           |
| 1917/18 |        |        |        |        |        |                                           |                                           | Eerste Wereldoorlog |                                           |
| 1918/19 |        |        |        |        |        |                                           |                                           | Eerste Wereldoorlog |                                           |
| 1919/20 | 8      | 8      |        |        |        | Ere Afdeling                              | 19                                        | |                                           |
| 1920/21 | 5      | 5      |        |        |        | Ere Afdeling                              | 26                                        | |                                           |
| 1921/22 | 6      | 6      |        |        |        | Ere Afdeling                              | 28                                        | |                                           |
| 1922/23 | 3      | 3      |        |        |        | Ere Afdeling                              | 37                                        | |                                           |
| 1923/24 | 3      | 3      |        |        |        | Ere Afdeling                              | 33                                        | |                                           |
| 1924/25 | 4      | 4      |        |        |        | Ere Afdeling                              | 28                                        | |                                           |
| 1925/26 | 5      | 5      |        |        |        | Ere Afdeling                              | 31                                        | |                                           |
|         | I      | I      | II     | III    | P.I    | Vanaf 1926/27 zijn er 3 nationale niveaus | Vanaf 1926/27 zijn er 3 nationale niveaus | Vanaf 1926/27 zijn er 3 nationale niveaus                                                                                                 | Vanaf 1926/27 zijn er 3 nationale niveaus |
| 1926/27 | 1      | 1      |        |        |        | Ere Afdeling                              | 35                                        | | winst                                     |
| 1927/28 | 3      | 3      |        |        |        | Ere Afdeling                              | 34                                        | |                                           |
| 1928/29 | 4      | 4      |        |        |        | Ere Afdeling                              | 29                                        | |                                           |
| 1929/30 | 1      | 1      |        |        |        | Ere Afdeling                              | 37                                        | |                                           |
| 1930/31 | 7      | 7      |        |        |        | Ere Afdeling                              | 26                                        | |                                           |
| 1931/32 | 6      | 6      |        |        |        | Ere Afdeling                              | 27                                        | |                                           |
| 1932/33 | 3      | 3      |        |        |        | Ere Afdeling                              | 33                                        | |                                           |
| 1933/34 | 8      | 8      |        |        |        | Ere Afdeling                              | 25                                        | |                                           |
| 1934/35 | 6      | 6      |        |        |        | Ere Afdeling                              | 27                                        | |                                           |
| 1935/36 | 13     | 13     |        |        |        | Ere Afdeling                              | 19                                        | |                                           |
| 1936/37 |        |        | 6      |        |        | Eerste Afdeling B                         | 27                                        | |                                           |
| 1937/38 |        |        | 1      |        |        | Eerste Afdeling B                         | 39                                        | |                                           |
| 1938/39 | 11     | 11     |        |        |        | Ere Afdeling                              | 22                                        | |                                           |
| 1939/40 |        |        |        |        |        | Ere Afdeling                              |                                           | Tweede Wereldoorlog |                                           |
| 1940/41 |        |        |        |        |        | Ere Afdeling B                            |                                           | Niet-officiële competitie wegens oorlog                                                                                                   |                                           |
| 1941/42 | 13     | 13     |        |        |        | Ere Afdeling                              | 13                                        | |                                           |
| 1942/43 | 8      | 8      |        |        |        | Ere Afdeling                              | 28                                        | |                                           |
| 1943/44 | 8      | 8      |        |        |        | Ere Afdeling                              | 29                                        | |                                           |
| 1944/45 |        |        |        |        |        | Ere Afdeling                              |                                           | Tweede Wereldoorlog |                                           |
| 1945/46 | 19     | 19     |        |        |        | Ere Afdeling                              | 18                                        | |                                           |
| 1946/47 |        |        | 7      |        |        | Eerste Afdeling B                         | 33                                        | |                                           |
| 1947/48 |        |        | 5      |        |        | Eerste Afdeling A                         | 33                                        | |                                           |
| 1948/49 |        |        | 11     |        |        | Eerste Afdeling B                         | 28                                        | |                                           |
| 1949/50 |        |        | 11     |        |        | Eerste Afdeling A                         | 28                                        | |                                           |
| 1950/51 |        |        | 11     |        |        | Eerste Afdeling B                         | 27                                        | |                                           |
| 1951/52 |        |        | 15     |        |        | Eerste Afdeling A                         | 18                                        | |                                           |
|         | I      | I      | II     | III    | IV     | Vanaf 1952/53 zijn er 4 nationale niveaus | Vanaf 1952/53 zijn er 4 nationale niveaus | Vanaf 1952/53 zijn er 4 nationale niveaus                                                                                                 | Vanaf 1952/53 zijn er 4 nationale niveaus |
| 1952/53 |        |        |        | 8      |        | Derde Klasse B                            | 32                                        | |                                           |
| 1953/54 |        |        |        | 7      |        | Derde Klasse A                            | 31                                        | |                                           |
| 1954/55 |        |        |        | 3      |        | Derde Klasse B                            | 40                                        | |                                           |
| 1955/56 |        |        |        | 1      |        | Derde Klasse A                            | 47                                        | |                                           |
| 1956/57 |        |        | 9      |        |        | Tweede Klasse                             | 28                                        | |                                           |
| 1957/58 |        |        | 11     |        |        | Tweede Klasse                             | 25                                        | |                                           |
| 1958/59 |        |        | 3      |        |        | Tweede Klasse                             | 38                                        | |                                           |
| 1959/60 |        |        | 3      |        |        | Tweede Klasse                             | 39                                        | |                                           |
| 1960/61 |        |        | 2      |        |        | Tweede Klasse                             | 41                                        | |                                           |
| 1961/62 | 14     | 14     |        |        |        | Eerste Klasse                             | 24                                        | |                                           |
| 1962/63 | 11     | 11     |        |        |        | Eerste Klasse                             | 26                                        | |                                           |
| 1963/64 | 10     | 10     |        |        |        | Eerste Klasse                             | 26                                        | |                                           |
| 1964/65 | 11     | 11     |        |        |        | Eerste Klasse                             | 25                                        | |                                           |
| 1965/66 | 16     | 16     |        |        |        | Eerste Klasse                             | 16                                        | degradatie naar Derde Klasse na omkoopzaak                                                                                                |                                           |
| 1966/67 |        |        |        | 4      |        | Derde Klasse A                            | 35                                        | |                                           |
| 1967/68 |        |        |        | 1      |        | Derde Klasse B                            | 45                                        | |                                           |
| 1968/69 |        |        | 4      |        |        | Tweede Klasse                             | 37                                        | |                                           |
| 1969/70 |        |        | 6      |        |        | Tweede Klasse                             | 35                                        | |                                           |
| 1970/71 |        |        | 1      |        |        | Tweede Klasse                             | 46                                        | |                                           |
| 1971/72 | 5      | 5      |        |        |        | Eerste Klasse                             | 32                                        | |                                           |
| 1972/73 | 11     | 11     |        |        |        | Eerste Klasse                             | 28                                        | |                                           |
| 1973/74 | 8      | 8      |        |        |        | Eerste Klasse                             | 27                                        | |                                           |
| 1974/75 | 10     | 10     |        |        |        | Eerste Klasse                             | 37                                        | |                                           |
| 1975/76 | 13     | 13     |        |        |        | Eerste Klasse                             | 31                                        | |                                           |
| 1976/77 | 8      | 8      |        |        |        | Eerste Klasse                             | 35                                        | |                                           |
| 1977/78 | 17     | 17     |        |        |        | Eerste Klasse                             | 16                                        | |                                           |
| 1978/79 |        |        | 1      |        |        | Tweede Klasse                             | 46                                        | |                                           |
| 1979/80 | 10     | 10     |        |        |        | Eerste Klasse                             | 32                                        | |                                           |
| 1980/81 | 14     | 14     |        |        |        | Eerste Klasse                             | 29                                        | |                                           |
| 1981/82 | 14     | 14     |        |        |        | Eerste Klasse                             | 28                                        | |                                           |
| 1982/83 | 12     | 12     |        |        |        | Eerste Klasse                             | 29                                        | | 1/8                                       |
| 1983/84 | 11     | 11     |        |        |        | Eerste Klasse                             | 31                                        | | 1/32                                      |
| 1984/85 | 11     | 11     |        |        |        | Eerste Klasse                             | 29                                        | | winst                                     |
| 1985/86 | 10     | 10     |        |        |        | Eerste Klasse                             | 34                                        | | fin                                       |
| 1986/87 | 11     | 11     |        |        |        | Eerste Klasse                             | 30                                        | | 1/2                                       |
| 1987/88 | 7      | 7      |        |        |        | Eerste Klasse                             | 33                                        | | 1/32                                      |
| 1988/89 | 15     | 15     |        |        |        | Eerste Klasse                             | 27                                        | | 1/32                                      |
| 1989/90 | 9      | 9      |        |        |        | Eerste Klasse                             | 31                                        | | 1/16                                      |
| 1990/91 | 16     | 16     |        |        |        | Eerste Klasse                             | 25                                        | | 1/32                                      |
| 1991/92 | 9      | 9      |        |        |        | Eerste Klasse                             | 34                                        | | 1/16                                      |
| 1992/93 | 13     | 13     |        |        |        | Eerste Klasse                             | 28                                        | | 1/16                                      |
| 1993/94 | 12     | 12     |        |        |        | Eerste Klasse                             | 29                                        | | 1/16                                      |
| 1994/95 | 15     | 15     |        |        |        | Eerste Klasse                             | 28                                        | |                                           |
| 1995/96 | 8      | 8      |        |        |        | Eerste Klasse                             | 49                                        | | fin                                       |
| 1996/97 | 18     | 18     |        |        |        | Eerste Klasse                             | 27                                        | | 1/16                                      |
| 1997/98 |        |        | 10     |        |        | Tweede Klasse                             | 44                                        | | 1/16                                      |
| 1998/99 |        |        | 9      |        |        | Tweede Klasse                             | 42                                        | | 1/8                                       |
| 1999/00 |        |        | 8      |        |        | Tweede Klasse                             | 54                                        | | 1/16                                      |
| 2000/01 |        |        | 7      |        |        | Tweede Klasse                             | 49                                        | | 1/4                                       |
| 2001/02 |        |        | 6      |        |        | Tweede Klasse                             | 52                                        | 4de in eindronde met 4 punten | V                                         |
| 2002/03 |        |        | 1      |        |        | Tweede Klasse                             | 69                                        | | 1/16                                      |
| 2003/04 | 14     | 14     |        |        |        | Eerste Klasse                             | 35                                        | | 1/4                                       |
| 2004/05 | 11     | 11     |        |        |        | Eerste Klasse                             | 41                                        | | 1/16                                      |
| 2005/06 | 14     | 14     |        |        |        | Eerste Klasse                             | 37                                        | | 1/8                                       |
| 2006/07 | 12     | 12     |        |        |        | Eerste Klasse                             | 38                                        | | 1/16                                      |
| 2007/08 | 4      | 4      |        |        |        | Eerste Klasse                             | 60                                        | | 1/4                                       |
| 2008/09 | 9      | 9      |        |        |        | Eerste Klasse                             | 47                                        | | 1/2                                       |
| 2009/10 | 9      | 9      |        |        |        | Eerste Klasse                             | 38                                        | in play-off II eindigde Cercle Brugge op de 3e plaats met 7 punten                                                                        | fin                                       |
| 2010/11 | 9      | 9      |        |        |        | Eerste Klasse                             | 39                                        | in play-off II was Cercle verliezend finalist                                                                                             | 1/2                                       |
| 2011/12 | 7      | 7      |        |        |        | Eerste Klasse                             | 46                                        | winnaar play-off II, verloren in barrage voor Europa League                                                                               | 1/8                                       |
| 2012/13 | 16     | 16     |        |        |        | Eerste Klasse                             | 14                                        | Cercle plaatst zich via play-off III voor de eindronde en wint die                                                                        | fin                                       |
| 2013/14 | 11     | 11     |        |        |        | Eerste Klasse                             | 33                                        | in play-off II eindigde Cercle Brugge op de 4e plaats                                                                                     | 1/4                                       |
| 2014/15 | 15     | 15     |        |        |        | Eerste Klasse                             | 24                                        | in play-off III eindigde Cercle Brugge op de laatste plaats                                                                               | 1/2                                       |
| 2015/16 |        |        | 5      |        |        | Tweede Klasse                             | 54                                        | | 1/16                                      |
|         | 1A     | 1B     | 1Am    | 2Am    | 3Am    |                                           |                                           | Vanaf 2016-17 zijn er 3 nationale en 2 regionale niveaus                                                                                  |                                           |
| 2016/17 |        | 6      |        |        |        | Eerste Klasse B                           | 33                                        | Cercle speelde play-downs voor het behoud en won die                                                                                      | 1/16                                      |
| 2017/18 |        | 1      |        |        |        | Eerste Klasse B                           | 50                                        | Cercle is kampioen na winst in de 2de periode en winst in de finale tegen Beerschot Wilrijk                                               | 1/16                                      |
| 2018/19 | 13     |        |        |        |        | Eerste Klasse A                           | 28                                        | | 1/16                                      |
| 2019/20 | 14     |        |        |        |        | Eerste Klasse A                           | 23                                        | De competitie werd vervroegd stopgezet wegens de coronapandemie                                                                           | 1/16                                      |
| 2020/21 | 16     |        |        |        |        | Eerste Klasse A                           | 36                                        | | 1/4                                       |
| 2021/22 | 10     |        |        |        |        | Eerste klasse A                           | 45                                        | | 1/8                                       |
| 2022/23 | 8      |        |        |        |        | Eerste klasse A                           | 50                                        | In de Europe play-offs eindigde Cercle 2e met 36 punten.                                                                                  | 1/8                                       |
| 2023/24 | 5      |        |        |        |        | Eerste klasse A                           | 47                                        | In Play-off 1 eindigde Cercle 4de met 37 punten.                                                                                          | 1/16                                      |
| 2024/25 | 13     |        |        |        |        | Eerste klasse A                           | 32                                        | Cercle won, na een derde plaats in de Play-down-fase, barrageduels tegen Patro Eisden die uitmaakten wie in 1A en wie in 1B moest spelen. | 1/8                                       |

### Europees
| Seizoen                                                      | Competitie        | Ronde           | Land                                    | Club                   | Totaalscore | 1e W    | 2e W    | PUC   |
| ------------------------------------------------------------ | ----------------- | --------------- | --------------------------------------- | ---------------------- | ----------- | ------- | ------- | ----- |
| 1985/86                                                      | Europacup II      | 1R              | Vlag van Duitse Democratische Republiek | Dynamo Dresden         | 4-4         | 3-2 (T) | 1-2 (U) | 2.0   |
| 1996/97                                                      | Europacup II      | 1R              | Vlag van Noorwegen                      | SK Brann               | 3-6         | 3-2 (T) | 0-4 (U) | 2.0   |
| 2010/11                                                      | Europa League     | 2Q              | Vlag van Finland                        | TPS Turku              | 2-2         | 0-1 (T) | 2-1 (U) | 2.0   |
| 2010/11                                                      | Europa League     | 3Q              | Vlag van Cyprus                         | Anorthosis Famagusta   | 2-3         | 1-0 (T) | 1-3 (U) | 2.0   |
| 2024/25                                                      | Europa League     | 2Q              | Vlag van Schotland                      | Kilmarnock FC          | 2-1         | 1-1 (U) | 1-0 (T) | 16.25 |
| 2024/25                                                      | Europa League     | 3Q              | Vlag van Noorwegen                      | Molde FK               | 1-3         | 0-3 (U) | 1-0 (T) | 16.25 |
| 2024/25                                                      | Conference League | PO              | Vlag van Polen                          | Wisła Kraków           | 7-5         | 6-1 (U) | 1-4 (T) | 16.25 |
| 2024/25                                                      | Conference League | Competitie (8e) | Vlag van Zwitserland                    | FC St. Gallen          | 6-2         | 6-2 (T) | 6-2 (T) | 16.25 |
| 2024/25                                                      | Conference League | Competitie (8e) | Vlag van IJsland                        | Víkingur Reykjavík     | 1-3         | 1-3 (U) | 1-3 (U) | 16.25 |
| 2024/25                                                      | Conference League | Competitie (8e) | Vlag van Oostenrijk                     | LASK                   | 0-0         | 0-0 (U) | 0-0 (U) | 16.25 |
| 2024/25                                                      | Conference League | Competitie (8e) | Vlag van Schotland                      | Heart of Midlothian FC | 2-0         | 2-0 (T) | 2-0 (T) | 16.25 |
| 2024/25                                                      | Conference League | Competitie (8e) | Vlag van Slovenië                       | Olimpija Ljubljana     | 4-1         | 4-1 (U) | 4-1 (U) | 16.25 |
| 2024/25                                                      | Conference League | Competitie (8e) | Vlag van Turkije                        | Istanbul Başakşehir    | 1-1         | 1-1 (T) | 1-1 (T) | 16.25 |
| 2024/25                                                      | Conference League | 1/8             | Vlag van Polen                          | Jagiellonia Białystok  | 2-3         | 0-3 (U) | 2-0 (T) | 16.25 |
| Totaal aantal behaalde punten voor UEFA-coëfficiënten: 22.25 |                   |                 |                                         |                        |             |         |         |       |

Zie ook
- Deelnemers UEFA-toernooien België
- Ranglijst van alle clubs die in de diverse Europa Cups zijn uitgekomen

## Selectie 2024/25
| No.           | Naam                   | Nationaliteit | Geb.datum  | Vorige club             |
| ------------- | ---------------------- | ------------- | ---------- | ----------------------- |
| Keepers       |                        |               |            |                         |
| 1             | Warleson               | Brazilië      | 28/11/1995 | Athlético Paranaense    |
| 21            | Maxime Delanghe        | België        | 23/05/2001 | Lierse Kempenzonen      |
| 84            | Bas Langenbick         | België        | 13/02/2003 | Eigen jeugd             |
| Verdedigers   |                        |               |            |                         |
| 2             | Ibrahim Diakité        | Guinee        | 31/10/2003 | Stade de Reims          |
| 3             | Edgaras Utkus          | Litouwen      | 22/06/2000 | AS Monaco               |
| 4             | Dalangunypole Gomis    | Frankrijk     | 28/06/2004 | FC Sochaux              |
| 5             | Emmanuel Kakou         | Ivoorkust     | 30/06/2005 |                         |
| 12            | Valy Konaté            | Ivoorkust     | 14/11/2006 | AS Monaco               |
| 14            | Beni Mpanzu            | België        | 15/05/2004 | SK Lierse               |
| 15            | Gary Magnée            | België        | 12/10/1999 | KAS Eupen               |
| 20            | Flávio Nazinho         | Portugal      | 20/07/2003 | Sporting CP             |
| 66            | Christiaan Ravych      | België        | 30/07/2002 | Eigen jeugd             |
| 76            | Jonas Lietaert         | België        | 16/07/2004 | Eigen jeugd             |
| Middenvelders |                        |               |            |                         |
| 6             | Lawrence Agyekum       | Ghana         | 23/11/2003 | Red Bull Salzburg       |
| 8             | Erick Nunes            | Brazilië      | 29/02/2004 | Fluminense FC           |
| 18            | Pieter Gerkens         | België        | 17/02/1995 | KAA Gent                |
| 19            | Ibrahima Diaby         | Frankrijk     | 17/03/2007 | Paris Saint-Germain FC  |
| 27            | Nils De Wilde          | België        | 27/01/2003 | RSC Anderlecht          |
| 28            | Hannes Van der Bruggen | België        | 01/04/1993 | KV Kortrijk             |
| 37            | Edan Diop              | Frankrijk     | 28/08/2004 | AS Monaco               |
| Aanvallers    |                        |               |            |                         |
| 7             | Abdoul Kader Ouattara  | Burkina Faso  | 26/05/2005 | Rahimo FC               |
| 9             | Steve Ngoura           | Frankrijk     | 22/02/2005 | Le Havre AC             |
| 11            | Alan Minda             | Ecuador       | 14/05/2003 | Independiente del Valle |
| 22            | Alama Bayo             | België        | 02/02/2006 | RFC Seraing             |
| 23            | Heriberto Jurado       | Mexico        | 03/01/2005 | Necaxa                  |
| 41            | Krys Kouassi           | Frankrijk     | 08/03/2007 | Amiens SC               |

### Technische staf
| Functie                      | Naam                 | Nationaliteit |
| ---------------------------- | -------------------- | ------------- |
| Hoofdtrainer                 | Onur Cinel           | Duitsland     |
| Assistent-trainer            | Jimmy De Wulf        | België        |
| Assistent-trainer            | Robin Peter          | Duitsland     |
| Assistent-trainer            | Bruno Andrade        | Brazilië      |
| Keepertrainer                | Stefan Toonen        | Nederland     |
| Head of athletic performance | Nick Van Ransbeeck   | België        |
| Physical coach               | Nick Van Ransbeeck   | België        |
| Teammanager                  | Sven Vandendriessche | België        |
| Teamdokter                   | Bastiaan Verstraete  | België        |
| Teamdokter                   | Thomas Monbailliu    | België        |
| Kit man & Player care        | Pepijn Lenoor        | België        |

## Records
Van de twintig recordhouders is Louis Baes (loopbaan 1919-1934) de enige vooroorlogse figuur.

### Wedstrijdrecord
|                               | Naam              | Nationaliteit | Wedstrijden |
| ----------------------------- | ----------------- | ------------- | ----------- |
| 1                             | Jules Verriest    | België        | 457         |
| 2                             | Jacques De Caluwé | België        | 340         |
| 3                             | Denis Viane       | België        | 331         |
| 4                             | Bram van Kerkhof  | Nederland     | 310         |
| 5                             | Louis Baes        | België        | 303         |
| 6                             | Marin Roje        | België        | 298         |
| 7                             | Wim Kooiman       | Nederland     | 293         |
| 8                             | Geert Broeckaert  | België        | 282         |
| 9                             | Rudy Poorteman    | België        | 279         |
| 10                            | Kurt Soenens      | België        | 278         |
| Bron: Belgian Soccer Database |                   |               |             |
| Bijgewerkt op 23 april 2020   |                   |               |             |

### Doelpuntrecord
|                                | Naam               | Nationaliteit  | Doelpunten |
| ------------------------------ | ------------------ | -------------- | ---------- |
| 1                              | Josip Weber        | Kroatië België | 135        |
| 2                              | Dirk Beheydt       | België         | 100        |
| 3                              | Gilbert Bailliu    | België         | 92         |
| 4                              | Kévin Denkey       | Togo           | 66         |
| 5                              | Søren Skov         | Denemarken     | 48         |
| 6                              | Christophe Lauwers | België         | 42         |
| 7                              | Paul Sanders       | België         | 40         |
| 8                              | Raphaël Lapeire    | België         | 33         |
| 9                              | Stijn De Smet      | België         | 32         |
| 10                             | Jacques De Caluwé  | België         | 30         |
| Bron: Belgian Soccer Database  |                    |                |            |
| Bijgewerkt op 27 januari 20025 |                    |                |            |

## Persoonlijkheden

### Belangrijke oud-spelers
- Gilbert Bailliu
- Frederik Boi
- Bart Buysse
- Zoran Bojovic
- Vital Borkelmans
- Robert Braet
- Thomas Buffel
- William Carvalho
- Geoffrey Claeys
- Guy Thys
- Kalusha Bwalya
- Stijn De Smet
- Tom De Sutter
- Gérard Devos
- Fernand Goyvaerts
- Eiður Guðjohnsen
- Oleg Iachtchouk
- Nordin Jbari
- Branko Karačić
- Vahram Kevorkian
- Wim Kooiman
- Edi Krnčević
- Dorinel Munteanu
- Charly Musonda
- Benny Nielsen
- Besnik Hasi
- Morten Olsen
- Darko Pivaljevic
- Paulus Roiha
- André Saeys
- Louis Saeys
- Tibor Selymes
- Alphonse Six
- Didier Six
- Soren Skov
- Kari Ukkonen
- Albert Van Coile
- Miguel Van Damme
- Michel Vanderbauwhede
- Florimond Vanhalme
- Bram van Kerkhof
- Tom Van Mol
- Henri Van Poucke
- Jules Verriest
- Igor Vetokele
- Zdenko Vukasović
- Josip Weber

### Bekende oud-jeugdspelers

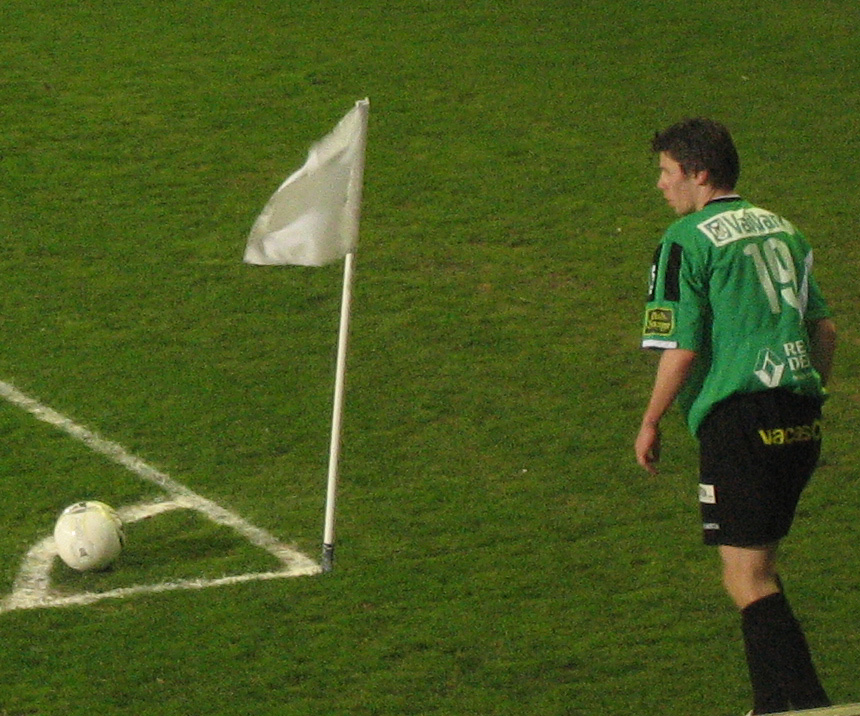
Voormalig speler Stijn De Smet neemt een hoekschop.

Deze spelers komen uit de Cercle-jeugd:
- Maxime Annys
- Siebe Blondelle
- Thomas Buffel
- Jinty Caenepeel
- Steve Cooreman
- Stijn De Smet
- Gilles Dewaele
- Bjorn De Wilde
- Vincent Euvrard
- Günther Vanaudenaerde
- Bram Vandenbussche
- Lukas Van Eenoo
- Anthony Van Loo
- Dieter Wittesaele

### Voorzitters
- 1899-05: Leon De Meester
- 1905-07: Raoul Daufresne de la Chevalerie
- 1907-09: Leon De Meester
- 1909-11: Alberic de Formanoir de la Cazerie
- 1911-25: René de Peellaert
- 1927-37: Paul Dautricourt
- 1937-50: Edgard De Smedt
- 1950-53: Yves Dautricourt
- 1953-67: Pierre Vandamme
- 1967-70: Robert Braet
- 1970-02: Paul Ducheyne
- 2002-11: Frans Schotte
- 2012-14: Paul Vanhaecke
- 2014-20: Frans Schotte
- 2020-23: Vincent Goemaere
- 2023-nu: Thomas Tousseyn

## Verenigingscultuur

### Pop-Poll van d'Echte
Naar jaarlijkse gewoonte organiseert de supportersvereniging d'Echte de Pop-Poll. Iedere supporter kan hieraan deelnemen door op het deelnameformulier hun drie favoriete spelers aan te kruisen. Deze trofee mag beschouwd worden als de "Gouden Schoen" van Cercle. Volgens de reglementen van d'Echte worden de spelers niet alleen beoordeeld op hun voetbalkunde en inzet, maar tevens op hun Cercle-liefde. De winnaars zijn:
- 1972-1973  Morten Olsen
- 1973-1974  Morten Olsen
- 1974-1975  Morten Olsen
- 1975-1976  Dirk Beheydt
- 1976-1977  Dirk Beheydt
- 1977-1978  Jules Verriest
- 1978-1979  Jules Verriest
- 1979-1980  Kees Krijgh
- 1980-1981  Philippe Schepens
- 1981-1982  Alex Querter (niet uitgereikt)[noot 1]
- 1982-1983  Paul Sanders
- 1983-1984  Leen Barth
- 1984-1985  Geert Broeckaert
- 1985-1986  Zoran Bojovic
- 1986-1987  Kalusha Bwalya
- 1987-1988  Kalusha Bwalya
- 1988-1989  Geert Broeckaert
- 1989-1990  Geert Broeckaert
- 1990-1991  Josip Weber
- 1991-1992  Josip Weber
- 1992-1993  Josip Weber
- 1993-1994  Dorinel Munteanu
- 1994-1995  Yves Feys
- 1995-1996  Yves Feys
- 1996-1997  Yves Feys
- 1997-1998  Isaac Asare
- 1998-1999  Philippe Piedfort
- 1999-2000  Mohamed Kanu
- 2000-2001  Giovanni Dekeyser
- 2001-2002  Bram Vandenbussche
- 2002-2003  Mohamed Kanu
- 2003-2004  Ricky Begeyn
- 2004-2005  Denis Viane
- 2005-2006  Darko Pivaljević
- 2006-2007   Christophe Grondin
- 2007-2008  Tom De Sutter
- 2008-2009  Oleg Iachtchouk
- 2009-2010  Oleg Iachtchouk
- 2010-2011  Bernt Evens
- 2011-2012  Lukas Van Eenoo
- 2012-2013  Lukas Van Eenoo
- 2013-2014  Kristof D'haene
- 2014-2015  Olivier Werner
- 2015-2016  Mathieu Maertens
- 2016-2017  Yvan Yagan
- 2017-2018  Xavier Mercier
- 2018-2019  Paul Nardi
- 2019-2020  Thibo Somers
- 2020-2021  Charles Vanhoutte
- 2021-2022  Dino Hotić
- 2022-2023  Thibo Somers
- 2023-2024  Kévin Denkey
- 2024-2025  Christiaan Ravych

Noot:
1. ↑  Aangezien Querter na het seizoen overstapte naar Club Brugge, vonden de organisatoren dat aan de voorwaarde "Cercle-liefde" niet voldaan werd.

### Brugse stadsderby
Naast Cercle Brugge is ook Club Brugge een professionele voetbalvereniging uit Brugge. De beide verenigingen treffen elkaar al sinds 1900 regelmatig in competitie- en bekerwedstrijden. Tijdens de derby's ontstaat een ware stadsrivaliteit. Sinds de jaren 1960 is Club uitgegroeid tot een Belgische topclub en treedt normaal als favoriet aan.
- In het seizoen 2006-07 won Cercle na 13 jaar nog eens van Club met 1-0.[9]
- In het seizoen 2007-08 versloeg Cercle Club opnieuw met 1-0 in de 1/8e finales van de Beker van België. Dit was de eerste overwinning van Cercle op Club in de Beker van België.
- In het seizoen 2010-11 won Cercle de stadsderby met 3-1.[10] Nadat ook de terugmatch gewonnen werd met 0-1, haalde Cercle de eerste 6 op 6 sinds 1992-93 in de Brugse burenstrijd.[11]
- De laatste overwinning van Cercle in de derby dateert van 26 december 2021 (2-0), acht jaar na de vorige op 31 oktober 2013.